# II. Radama madagaszkári király
II. Radama (Antananarivo, Madagaszkár, 1829. szeptember 23. – Antananarivo, 1863. május 12.), születési neve: Rakoto-Radama, Madagaszkár királya (1861–1863). Hivatalosan I. Radama madagaszkári király fia, holott 14 hónappal feltételezett apja halála után született, ami biológiai képtelenség, és amivel a törvénytelen fogantatást szerették volna elleplezni. Az Imerina-dinasztia tagja. Dzsombe Szudi és Szalima Masamba mohéli királynők rokona.

## Élete

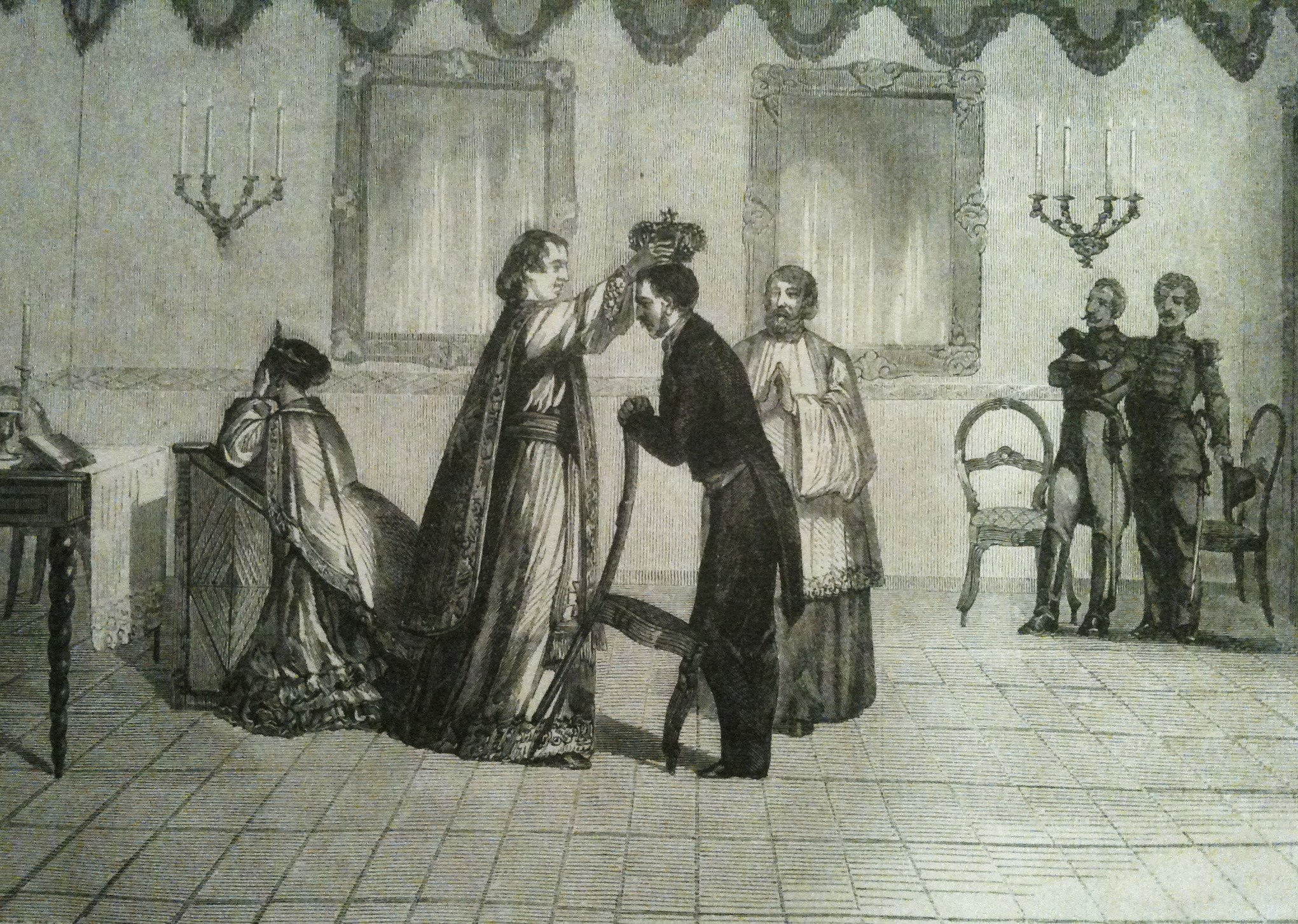
II. Radama koronázása

Anyja, I. Ranavalona trónra léptét (1828) követően, de már I. Radama halála után kb. öt hónappal fogant meg, és a következő évben, 1829. szeptember 23-án született meg Antananarivóban. A királynő életében nagyon sok a fehér folt és bizonytalansági tényező, ami feltételezhetően politikai okokra vezethető vissza, hiszen még egyetlen gyermeke apaságát is elhunyt férje, I. Radama utószülött fiaként tüntette fel, holott 14 hónappal feltételezett apja halála után született, ami biológiai képtelenség, amivel a törvénytelen fogantatást szerették volna elleplezni. Az apáról csak találgatni lehet, hogy melyik szeretője is volt valójában. Egyesek szerint Andriamihadzsa (–1830) tábornok, akit két évvel később kivégeztetett, mikor megcsalta egy másik nővel, mások szerint Rainidzsohari (1783–1881), aki a királynő miniszterelnöke lett 1852-ben, és aki részt vett az állítólagos fia elleni összeesküvésben 1863-ban. Az előrehaladottan állapotos királynőt 1829. augusztus 12-én Antananarivóban megkoronázták, és a következő hónapban, 1829. szeptember 23-án megszülte fiát, Radama herceget, aki hivatalosan I. Radama fiaként volt elkönyvelve, annak ellenére, hogy az állítólagos apja már 14 hónappal korábban meghalt.
Anyja halála után, 1861. augusztus 16-án lépett trónra II. Radama néven. Harmincharmadik születésnapján, 1862. szeptember 23-án a főfeleségével, Rabodo(zanakandriana) királynéval együtt koronázták őket Madagaszkár királyává és királynéjává Antananarivóban. A következő évben azonban, nyolc nappal egyetlen fiának, a házasságon kívül született Jons (János) Radama úrnak a halála (1863. május 4.) után, akinek azonban trónöröklési joga nem volt, május 12-én egy nemesi felkelés során megfojtották, és gyermektelen főfeleségét, Rabodo(zanakandriana) királynét kiáltották ki Madagaszkár új uralkodójának I. Rasoherina néven.

## Gyermekei
- 1. feleségétől (főfeleség), Rabodo(zanakandriana) (1814–1868) királynétól, aki a férje halála után I. Rasoherina néven Madagaszkár királynője lett, nem születtek gyermekei[1]
- 2. feleségétől (másodfeleség), Ramoma (1829–1883) királynétól, aki 1868-tól II. Ranavalona néven Madagaszkár királynője lett, nem születtek gyermekei[2]
- Házasságon kívüli kapcsolatából Mary/Marie Rasoamieja úrnőtől,[3] 2 fiú:
  - Jons (János) Radama (1854 – Antananarivo, 1863. május 4.), trónöröklési joga nincs
  - N. (fiú) (Antananarivo, 1862. augusztus 7. – fiatalon)
- Házasságon kívüli kapcsolatából, Georgine Rageory úrnőtől,[4] nem születtek gyermekei
- Házasságon kívüli kapcsolatából Rasoaray (–1879) úrnőtől, Rainihiaro (Ravoninahitriniarivo) (–1852) madagaszkári miniszterelnöknek, I. Ranavalona királynő harmadik férjének a lányától,[5] 1 leány:
  - Rahamina úrnő, férje Radzsoelina (–1928), Rainilaiarvony madagaszkári miniszterelnöknek (I. Rasoherina, II. Ranavalona és III. Ranavalona madagaszkári királynők férjének) és 1. feleségének, Rasoanalina úrnőnek a fia, 3 gyermek:
    - Rajoelison úr
    - Raharimina úrnő, férje Randriamanantana
    - Rasafitsoa úrnő, férje Rakotobe, Rainilaiarvony madagaszkári miniszterelnök anyai unokája, 7 gyermek